# C. Henry Gordon
C. Henry Gordon (geboren te New York, 17 juni 1883 als Henry Racke - Los Angeles, 3 december 1940) was een Amerikaanse acteur. Hij overleed nadat zijn been was geamputeerd. Gordon speelde tussen 1930 en 1940 in ongeveer tachtig films.

## Filmografie (selectie)
- Hush Money (1931)
- Mata Hari (1931)
- Scarface  (1932)
- Thirteen Women (1932)
- Rasputin and the Empress (1932)
- Whistling in the Dark (1933)
- Gabriel Over the White House (1933)
- Night Flight (1933)
- Penthouse (1933)
- Men in White (1934)
- Stamboul Quest (1934)
- Hide-Out (1934)
- Death on the Diamond (1934)
- Under Two Flags (1936)
- The Charge of the Light Brigade (1936)
- Stand-In (1937)
- Conquest (1937)
- Tarzan's Revenge (1938)
- Long Shot (1939)
- Man of Conquest (1939)
- Charlie Chan in City in Darkness (1939)
- Charlie Chan at the Wax Museum (1940)